# Jaroslav Kratochvíl (politik)
Jaroslav Kratochvíl (1. května 1901 Přemyšl – 5. dubna 1984 Železný Brod) byl český politik, ministr průmyslu, obchodu a živností Protektorátu Čechy a Morava.

## Biografie
Narodil se v Haliči jako syn rakouského důstojníka Antonína Kratochvíla, který pocházel ze Světlé nad Sázavou. Rod Kratochvílů se zabýval broušením granátů. Jeho matka Karla byla sestrou politika Eduarda Brzoráda (starosty Německého Brodu). Školní docházku zahájil ve Vídni, od roku 1908 žil v Praze. Zde absolvoval reálné gymnázium v Truhlářské ulici a v roce 1923 Právnickou fakultu Univerzity Karlovy. Původně chtěl být advokátem, ale pak absolvoval praxi u berního úřadu a roku 1924 se stal tajemníkem Svazu majitelů dolů, v němž od roku 1939 působil jako náměstek ředitele. Angažoval se v uhelném průmyslu a v celostátním uhelném kartelu Uhlopol.

### Léta 1940–1948
Od 3. února 1940 zastával funkci ministra průmyslu, obchodu a živností Protektorátu Čechy a Morava ve vládě Aloise Eliáše. Vládní portfolio si udržel do ledna 1942. Jeho novým působištěm se poté stala Živnobanka, v níž pracoval jako poradce pro oblast těžby uhlí. Zároveň zasedal ve správní radě společnosti Carbonia. Roku 1943 navázal styky s odbojovým hnutím. Zůstal mezi protektorátní úřednickou elitou, proto po něm vládnoucí místa chtěla vyjádření loajality. Konkrétně v roce 1944 byl vyzván, aby vstoupil do České ligy proti bolševismu, což Kratochvíl odmítl a ještě téhož roku byl zatčen gestapem a obviněn z velezrady. Věznění přežil díky záškrtu a hospitalizaci, která ho uchránila před transportem.
Ze svých zdravotních problémů se léčil až do srpna 1945, kdy se vrátil zpět do správní rady společnosti Carbonia. Tu společně se svými kolegy restrukturalizoval tak, aby se, byť zůstala v soukromém vlastnictví, dokázala zapojit do poválečného znárodněného průmyslu. Po znárodněni Carbonie se stal poradcem Svazu sklářů v Železném Brodě a s manželkou se odstěhoval do obce Vrát.

### Léta 1952–1984
V roce 1952 byl zatčen Státní bezpečností kvůli stykům s básníkem Václavem Renčem a spisovatelem Václavem Prokůpkem a byl obviněn z účasti na vytváření křesťansko-demokratické strany, údajně připravující státní převrat. Roku 1953 mu komunistický soud v Liberci za údajný trestný čin velezrady vyměřil sedm let vězení. Propuštěn byl až po odpykání trestu v roce 1959.
Kratochvíl byl komunisty šikanován i po roce 1959, směl pracovat pouze jako skladník a současně musel splácet desetitisícový dluh na náklady, které státu údajně vznikly kvůli jeho věznění. Po splacení závazků odešel do penze. Ani v ní mu úřady nepovolily, aby jakkoli uplatil své dříve nabyté dovednosti – tedy například znalost několika světových jazyků nebo zkušenosti s mezinárodním obchodem. Nesměl se stýkat ani se svými bývalými kolegy a známými. Žil proto v absolutním ústraní v Železném Brodě, kde také zcela zapomenut v roce 1984 zemřel.